# Holomelina calera
Holomelina calera là một loài bướm đêm thuộc phân họ Arctiinae, họ Erebidae.